# Minglanilla (Filipinas)
Minglanilla es un municipio de la provincia de Cebú en Filipinas. Es una de las localidades que componen al Gran Cebú, actualmente la segunda área metropolitana más grande del país.

## Barangayes
Minglanilla se subdivide administrativamente en 19 barangayes.
| - Cadulawan - Calajo-an - Camp 7 - Camp 8 - Cuanos - Guindaruhan - Linao-Lipata - Manduang - Pakigne - Población Ward I | - Población Ward II - Población Ward III - Población Ward IV - Tubod - Tulay - Tunghaan - Tungkil - Tungkop - Vito |

- Datos: Q316146
- Multimedia: Minglanilla, Cebu / Q316146

1. ↑  Worldpostalcodes.org, código postal n.º 6046.